# Mycteromyia flaviventris
Mycteromyia flaviventris är en tvåvingeart som beskrevs av Barretto och Duret 1954. Mycteromyia flaviventris ingår i släktet Mycteromyia och familjen bromsar. Inga underarter finns listade i Catalogue of Life.